# Eberhard Amelung
Eberhard Armin Amelung  (* 7. Juli 1926 in Königstein im Taunus; † 5. Oktober 2008 in Icking) war ein deutscher evangelischer Theologe und Sozialethiker.

## Leben
Eberhard Amelung wurde als Sohn des Königsteiner Arztes Walther Amelung geboren. Er besuchte die Grundschule in Königstein und die Goethe-Oberschule in Frankfurt (Main), an der er am ersten März 1944 das Abitur ablegte. Bereits ab dem Februar 1942, also noch während seines Schulbesuchs, wurde er als Luftwaffenhelfer im Zweiten Weltkrieg eingesetzt. Ebenfalls in die Zeit des Kriegs fallen der Arbeitsdienst und Militärdienst bei der Luftwaffe. Außerdem begann er ein Studium der Fächer Geschichte und Germanistik in Frankfurt, das er jedoch nicht zu Ende führte. Nach dem Krieg begann Amelung im Oktober 1945 das Studium der evangelische Theologie an der Universität Marburg, der Theologischen Schule Bethel und der Universität Basel. Das Studium beendete er am 9. Dezember 1950 mit der ersten theologischen Prüfung. 1954 folgte das zweite theologische Examen und die Promotion zum Dr. theol. an der Philipps-Universität Marburg mit der Dissertation: Die demokratischen Bewegungen des Jahres 1848 im Urteil der protestantischen Theologie. Von 1955 bis 1956 war er Bewohner und Tutor der Hessischen Stipendiatenanstalt. 1961 wurde er Oberassistent in Marburg, ab 1962 hatte er nebenher die Redaktion für die Evangelische Verantwortung, die Zeitschrift des Evangelischen Arbeitskreises der CDU/CSU. Amelung habilitierte sich im April 1969 im Fach Sozialethik, ebenfalls in Marburg. 1971 erfolgte die Berufung zum ordentlichen Professor im Fachbereich evangelische Theologie am gleichen Ort. Diese Position hatte er bis 1979 inne. Zusätzlich war er 1972 Dekan des Fachbereiches. Im April 1979 erfolgte der Wechsel an das Institut für Theologie und Ethik der Universität der Bundeswehr in München-Neubiberg, wo er bis 1995 als Professor für Evangelische Theologie tätig war. Er verfasste zahlreiche Abhandlungen zu ethischen Fragen. Nach seiner Emeritierung führte er bis 2003 als Geschäftsführer das von seinem Großvater, dem Sanitätsrat Hugo Amelung (1857–1948), in Königstein gegründete Sanatorium.
Er war Mitglied der Arbeitsgemeinschaft für medizinische Ethik und seit 1953 Mitglied des Evangelischen Arbeitskreises der CDU/CSU. Bei der Bundestagswahl 1965 kandidierte er erfolglos auf der hessischen Landesliste der CDU.

## Schriften (Auswahl)
- Die demokratischen Bewegungen des Jahres 1848 im Urteil der protestantischen Theologie. (Uni-Diss.) Mauersberger, Marburg/L. 1954.
- Strukturwandel der Frömmigkeit: Situationen der Kirche; eine Bestandsaufnahme. Kreuz, Stuttgart 1972, ISBN 3-7831-0385-1.
- Die Gestalt der Liebe: Paul Tillichs Theologie der Kultur. Verl.-Haus Mohn, Gütersloh 1972, ISBN 3-579-04205-X.
- Vom Umgang mit der Macht. In: Sind wir noch zu retten? : Schöpfungsglaube und Verantwortung für unsere Erde. Pustet, Regensburg 1978, ISBN 3-7917-0563-6.
- Soldat-Sein in dieser Zeit : Bemerkungen zum Berufsethos des Soldaten. In: Wiener Blätter zur Friedensforschung. Heft 55, Univ.-Zentrum, Wien 1988, ISSN 1010-1721.
- Ethisches Denken in der Medizin. Ein Lehrbuch. Mit Beiträgen von E. Amelung (Hrsg.), K. Gahl u. a. Springer Verlag Berlin u. a. 1992, ISBN 3-540-53175-0.
- Dietrich Bonhoeffer Werke. (DBW) Werke, Eberhard Amelung, Christoph Strohm (Hrsg.): Band 11: Ökumene, Universität, Pfarramt 1931–1932. Gütersloher Verlagshaus 1994, ISBN 3-579-01881-7.